# О Германии
«О Германии» (фр. De l'Allemagne) — трактат французской писательницы мадам де Сталь, опубликованный в 1813 году.

## Содержание
Целью мадам де Сталь при написании трактата было познакомить французов с чуждым для них миром немецкой культуры, показать немецкие нравы и быт. Отдельные главы писательница посвятила Гете, Шиллеру, Лессингу, Виланду, Клопштоку, философам Канту, Шеллингу и Фихте. Германия тогда была подчинена Французской империи, и мадам де Сталь хотела, с одной стороны, внушить французам уважение к покорённому народу, а с другой — помочь побеждённым, усилив в них самоуважение и волю к борьбе.

## Публикация и восприятие
Трактат, писавшийся в течение примерно 10 лет, был готов к публикации в 1810 году. Когда он увидел свет, мадам де Сталь направила один экземпляр в подарок императору Наполеону I, но тот приказал уничтожить весь тираж. Писательница с трудом спасла рукопись, а издать книгу она смогла только в 1813 году в Великобритании.
Книга имела огромное значение для французской культуры, так как впервые открыла для публики всё богатство немецкой культуры. По словам Гёте, она послужила «могучим оружием, пробившим широкую брешь в китайской стене из старых предрассудков, воздвигнутой между Францией и нами». Важные последствия имело прозвучавшее в трактате взаимное противопоставление «классической» поэзии (то есть восходящей к античности) и «романтической», то есть новой, связанной с местными средневековыми традициями. Термин «романтический» мадам де Сталь позаимствовала у немецких романтиков, и с этого момента он начал превращаться в обозначение целой культурной эпохи.